# Прокоп'євський міський округ
Проко́п'євський міський округ (рос. Прокопьевский городской округ) — міський округ Кемеровської області Російської Федерації.
Адміністративний центр та єдиний населений пункт — місто Прокоп'євськ.

## Історія
Містом обласного підпорядкування Прокоп'євськ став 30 червня 1931 року, коли був перетворений із однойменного селища міського типу. Станом на 2002 рік до складу Прокоп'євської міської ради входило також селище Новостройка.
2004 року міська рада перетворена в Прокоп'євський міський округ, селище Новостройка увійшло до складу Прокоп'євського району.

## Населення
Населення — 191839 осіб (2019; 210130 в 2010, 225898 у 2002).